# Barbara Ganz
Barbara „Baba” Ganz, po mężu Erdin (ur. 28 lipca 1964 w Schlatt) – szwajcarska kolarka torowa i szosowa, siedmiokrotna medalistka mistrzostw świata.

## Kariera
Pierwszy sukces w karierze Barbara Ganz osiągnęła w 1984 roku, kiedy zdobyła wicemistrzostwo kraju w szosowym wyścigu ze startu wspólnego. W 1986 roku wystąpiła na torowych mistrzostwach świata w Colorado Springs, gdzie zdobyła brązowy medal w indywidualnym wyścigu na dochodzenie, ulegając jedynie Francuzce Jeannie Longo i Amerykance Rebecce Twigg. Jej jedyny występ olimpijski miał miejsce w 1988 roku, kiedy na igrzyskach olimpijskich w Seulu zajęła 40. miejsce w wyścigu ze startu wspólnego. W tym samym roku zdobyła dwa srebrne medale na mistrzostwach w Gandawie: w wyścigu na dochodzenie jak i w wyścigu punktowym wyprzedziła ją tylko Brytyjka Sally Hodge. Na rozgrywanych rok później mistrzostwach świata w Lyonie zdobyła brązowy medal na dochodzenie, przegrywając tylko z Longo i Niemką Petrą Rossner, a w wyścigu punktowym była druga za Francuzką. Podczas mistrzostw świata w Maebashi w 1990 roku była ponownie druga w wyścigu punktowym - tym razem wyprzedziła ją Holenderką Ingrid Haringa. Ostatni medal wywalczyła na mistrzostwach w Walencji w 1992 roku, gdzie rywalizację w wyścigu punktowym ponownie zakończyła na drugiej pozycji. Wyścig wygrała Haringa, a trzecie miejsce zajęła Amerykanka Janie Eickhoff. Ponadto Ganz wielokrotnie zdobywała medale szosowych mistrzostw kraju oraz wygrywała krajowe wyścigi szosowe. Jej największym osiągnięciem w wyścigach szosowych poza granicami Szwajcarii jest zwycięstwo w klasyfikacji generalnej włoskiego Settimana di Bergamo w 1992 roku.